# 日向未来
日向 未来（ひなた みらい、2002年〈平成14年〉9月13日 - ）は、日本の女優、タレント。埼玉県出身。アデッソ所属。

## 略歴
- 2016年4月6日から2017年9月29日まで、おはガールとしてテレビ東京『おはスタ』に出演[注 1]。
- 2021年1月、芸名をデビュー以来使用していた「未来」から、「日向未来」に改名[4]。
- 2021年2月22日より、2022年7月放送開始のテレビアニメ『東京ミュウミュウ にゅ〜♡』で藍沢みんと役を担当することが決定。メインキャスト5名によるユニット「Smewthie」（スミュウジー）としての活動を開始。同年3月22日にスタートアップシングルが配信限定でリリース[5]。
- 2022年7月6日、テレビアニメ『東京ミュウミュウ にゅ〜♡』藍沢みんと役にて声優デビュー。
- 2024年3月28日、NHK Eテレ『ニャンちゅう!宇宙!放送チュー!』の14代目おねえさんに就任[6]。在任期間は1年間。

## 人物
- 趣味・特技はダンス・歌・キックボクシング[1][7]。

## 出演

### バラエティ
- おはスタ（2016年4月6日 - 2017年9月29日、テレビ東京） - おはガール
  - ゲスト出演（2020年9月30日[注 2]・2022年7月5日・9月20日[注 3]）
- ワイドナショー（2019年10月27日、フジテレビ） - ワイドナ現役高校生
- 王様のブランチ（2022年4月2日 - 、TBS） - レポーター
- ニャンちゅう!宇宙!放送チュー!（2024年4月5日 - 2025年3月23日、NHK Eテレ） - 14代目おねえさん・ミライ [6] ※同タイトルから「あたらしい仲間がやってくる!?スペシャル」回（2024年3月28日放送分）で予告出演、同年4月5日放送分から本格就任

### 舞台
- ふしぎ遊戯（2015年3月19日 - 29日、品川プリンスホテル クラブeX） - 張宿 役
- こどものおもちゃ（2015年8月20日 - 30日、博品館劇場） - ひさえ 役
- ミュージカル『美少女戦士セーラームーン -Le Mouvement Final-』（2017年9月8日 - 18日、AiiA 2.5 Theater Tokyo / 9月23日・24日、アイプラザ豊橋 / 9月29日 - 10月1日、梅田芸術劇場 シアター・ドラマシティ） - セーラーサターン / 土萠ほたる 役
- 舞台『幽☆遊☆白書』 - 雪村螢子 役
  - 舞台『幽☆遊☆白書』（2019年8月28日 - 9月2日、シアター1010 / 9月4日 - 8日、森ノ宮ピロティホール / 9月10日 - 12日、ももちパレス / 9月20日 - 22日、一宮市民会館）
  - 舞台『幽☆遊☆白書』其の弐（2020年12月4日 - 15日、ステラボール[8] / 12月18日 - 20日、COOL JAPAN PARK OSAKA WWホール[9] / 12月23日 - 30日、京都劇場）
- リアルファイティング『はじめの一歩』The Glorious Stage!!（2020年1月31日 - 2月9日、ステラボール） - 間柴久美 役
- 少女☆歌劇 レヴュースタァライト -The LIVE-#3 Growth（2021年7月27日 - 8月1日、ステラボール[10]）

### テレビアニメ
- 東京ミュウミュウ にゅ〜♡（2022年 - 2023年） - 藍沢みんと / ミュウミント 役[11][5][12]

### Webアニメ
- ぷち！東京ミュウミュウ にゅ〜♡（2022年 - 2023年） - 藍沢みんと / ミュウミント 役

### ラジオ
※はインターネット配信。
- 東京ミュウミュウ にゅ～♡ラジオ スミュウジー！（2022年 - 2023年、YouTube※・音泉※）

### CM
- タカラトミーアーツ「プリパラ」（2015年）
- BIGLOBE SIM「エンタメフリー」（2016年）
- ブルボン「プチシリーズ」プチってなんだ!? 篇（2019年）

### その他
- カイモノラボ（2025年4月 - 、TBSテレビ）[13]

### Web番組
- P72娘の野望2016（2015年3月 - 2016年4月、WALLOP） - MCアシスタントレギュラー
- 柳原凛とRIN!RIN!RIN! 〜愉快な仲間たち〜（2017年12月、WALLOP）
- 東京ミュウミュウチャンネル（2021年 - ） - Smewthieとして出演

## ディスコグラフィ

### キャラクターソング
| 発売日        | 商品名                                     | 歌                     | 楽曲                                              | 備考                                            |
| ------------- | ------------------------------------------ | ---------------------- | ------------------------------------------------- | ----------------------------------------------- |
| 2021年3月22日 | bitter sweet darling                       | Smewthie               | 「bitter sweet darling」 「Resolution of colors」 | テレビアニメ『東京ミュウミュウ にゅ〜♡』関連曲  |
| 2021年3月22日 | bitter sweet darling                       | 藍沢みんと（日向未来） | 「bitter sweet darling」                          | テレビアニメ『東京ミュウミュウ にゅ〜♡』関連曲  |
| 2022年8月17日 | Cat!!してSuperGirls／トキメキ☆イチゴいちえ | Smewthie               | 「Cat‼してSuperGirls」 「トキメキ☆イチゴいちえ」  | TVアニメ『東京ミュウミュウ にゅ～♡』OP/ED主題歌 |
| 2022年8月17日 | Cat!!してSuperGirls／トキメキ☆イチゴいちえ | Smewthie               | 「bitter sweet darling」 「Resolution of colors」 | テレビアニメ『東京ミュウミュウ にゅ〜♡』関連曲  |
| 2022年8月17日 | Cat!!してSuperGirls／トキメキ☆イチゴいちえ | Smewthie               | 「ハレルヤビート」                                | Smewthie自己紹介ソング                          |